# Universidade Federal do Recôncavo da Bahia
Univerzita Recôncavo da Bahia (Universidade Federal do Recôncavo da Bahia, zkratka UFRB) je jednou z nejvýznamnějších vysokých škol v Brazílii. Sídlí v brazilském státě Bahia. Na univerzitě studovalo v roce 2010 přibližně 8 514 studentů.